# Cobi Jones
Cobi N'Gai Jones (n. 16 iunie 1970) este un fost fotbalist american, în prezent analist pentru Los Angeles Galaxy la Time Warner Cable SportsNet. Este jucătorul cu cele mai multe selecții pentru echipa națională de fotbal a Statelor Unite ale Americii.

## Titluri

### Statele Unite
- CONCACAF Gold Cup (1): 2002

### Los Angeles Galaxy
- Liga Campionilor CONCACAF (1): 2000
- Cupa MLS (2): 2002,2005
- MLS Supporters' Shield (2): 1998, 2002
- U.S. Open Cup (2): 2001, 2005
- Major League Soccer Conferința de Vest (5): 1996, 1999, 2001, 2002, 2005

## Legături externe
- Cobi Jones la Soccerbase